# Eckart Klink
Eckart Karl Klink (* 29. März 1955 in Tübingen) ist ein deutscher Brigadegeneral außer Dienst des Heeres der Bundeswehr.

## Leben
Klink trat am 1. Juli 1975 als Grundwehrdienstleistender beim Jägerbataillon 501 in Böblingen in die Bundeswehr ein. Ab 1976 absolvierte er als Offizieranwärter die Offizierausbildung zum Offizier des Truppendienstes der Heeresfliegertruppe an der Heeresfliegerwaffenschule in Bückeburg, wechselte dann aber zur Panzertruppe. Ab 1977 absolvierte er ein Studium der Wirtschafts- und Organisationswissenschaften an der Hochschule der Bundeswehr München, das er als Diplom-Kaufmann abschloss. Von 1981 bis 1983 durchlief er die Offizierlehrgänge A und B in der Offizierschule des Heeres in Hannover und an der Panzertruppenschule in Munster. Es folgten Verwendungen als Zugführer im Panzerbataillon 293 in Stetten am kalten Markt, wo er auch an der Canadian Army Trophy teilnahm und als Kompaniechef der 2. Kompanie des Panzerbataillon 294 in Stetten am kalten Markt. 1987 durchlief er eine Sprachausbildung in Französisch am Bundessprachenamt in Hürth.
Von 1987 bis 1989 absolvierte Klink den 30. Generalstabslehrgang Heer an der Führungsakademie der Bundeswehr in Hamburg, wo er zum Offizier im Generalstabsdienst ausgebildet wurde und anschließend bis 1991 die französische Generalstabsausbildung an der École supérieure de guerre in Paris. Im Folgenden wurde er Referent für operative Grundsatzfragen der Landstreitkräfte im Führungsstab des Heeres, Stabsabteilung III, Referat 6 im Bundesministerium der Verteidigung (BMVg) auf der Hardthöhe in Bonn und 1993 G3 der Panzerlehrbrigade 9 in Munster. Von 1994 bis 1996 war er Bataillonskommandeur des Panzerlehrbataillons 93 in Munster, von 1996 bis 1998 Executive Officer Allied Command Europe (ACE) Resources Division im NATO-Hauptquartier Supreme Headquarters Allied Powers Europe (SHAPE) in Mons in Belgien und von 1998 bis 2001 Generalstabsoffizier beim Chef des Stabes von SHAPE. 2001 wurde er stellvertretender Brigadekommandeur der Deutsch-Französischen Brigade in Müllheim im Markgräflerland und 2003 Referatsleiter III 4 im Führungsstab der Streitkräfte im BMVg im Bendlerblock in Berlin. Von 2007 bis 2009 war er Branch Chief Policy Branch (ab März 2008 umbenannt in Military Assessment and Planing Branch) im Militärstab der Europäischen Union und von 2009 bis 2012 Chairman der European Union Military Committee Working Group (EUMCWG) in Brüssel.
Vom November 2012 bis März 2017 war Klink Kommandeur des Landeskommandos Hessen in Wiesbaden.
Klink ist verheiratet und hat zwei Kinder.

## Auszeichnungen
- Verdienstorden der Bundesrepublik Deutschland am Bande
- Ehrenkreuz der Bundeswehr in Gold und Bronze
- Offizier des französischen Ordre national du Mérite